# Compitália

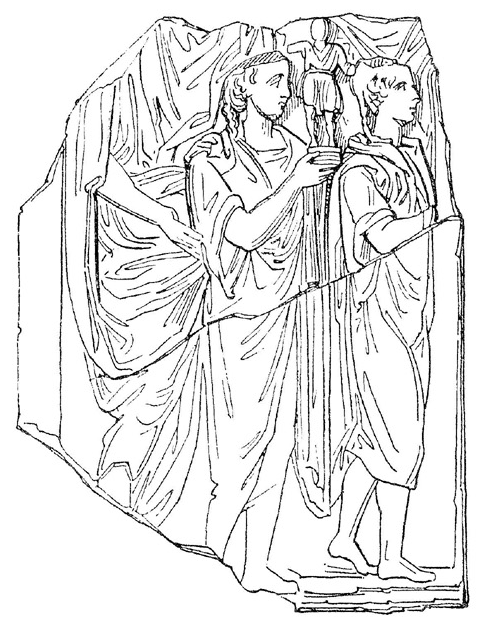
Procissão da Compitália, desenhada de um fragmento de baixo-relevo no antigo Museu de Latrão

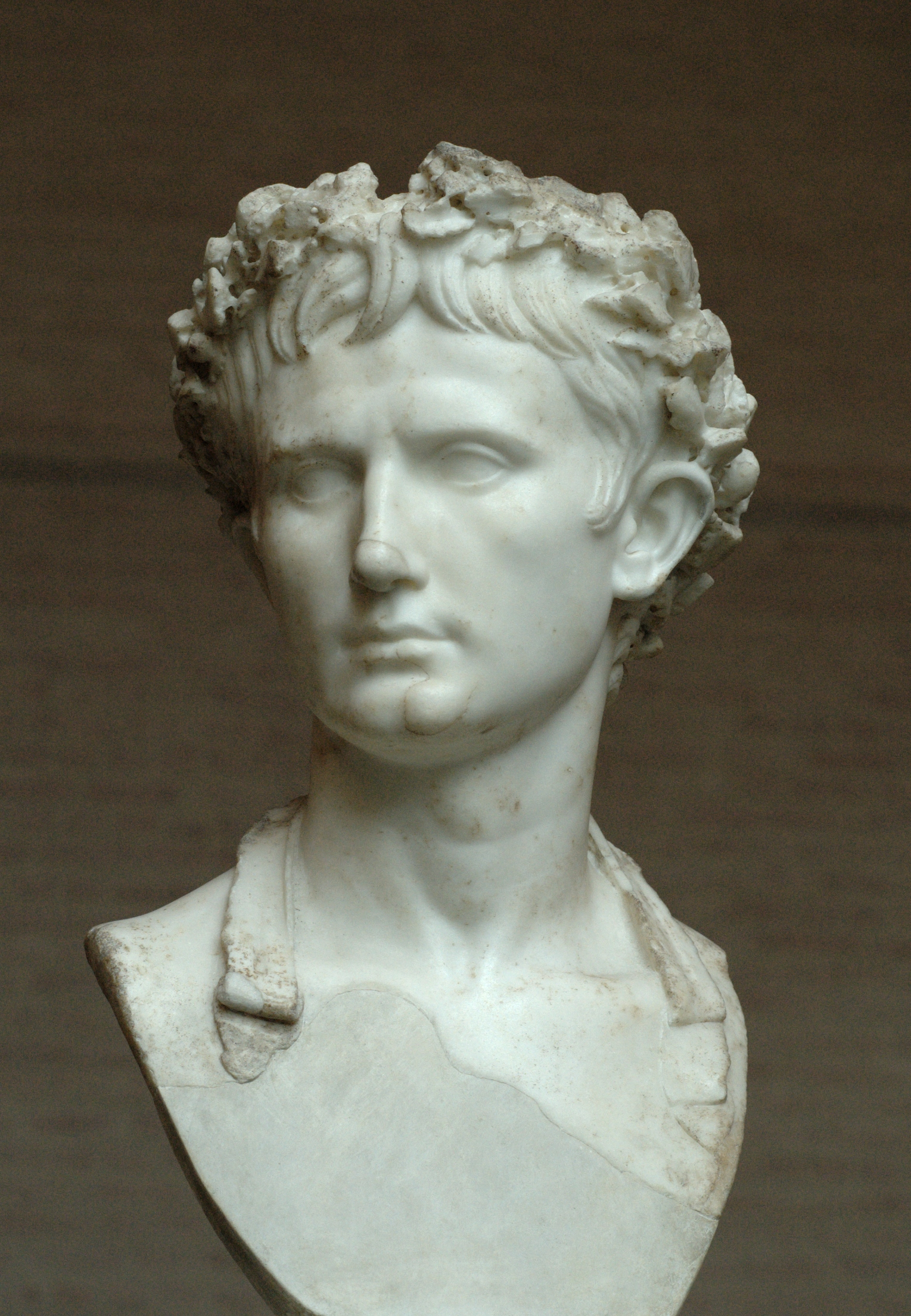
Augusto com a coroa cívica,
Gliptoteca de Munique

Compitália ou Jogos Compitalícios (em latim: Ludi Compitalicii; do latim compitum, "cruzamento"), na religião da Roma Antiga, foi um festival celebrado uma vez ao ano em honra aos Lares Compitais, deidades domésticas das encruzilhadas, para quem sacrifícios eram oferecidos nos locais onde dois ou mais caminhos encontravam-se.

## História
Segundo alguns autores antigos, teria sido instituído por Tarquínio Prisco em consequência do nascimento miraculoso de Sérvio Túlio, que supostamente era filho do Lar Familiar, ou deidade guardiã. Para Dionísio de Halicarnasso, contudo, o festival teria sido fundado pelo próprio Sérvio Túlio. Macróbio diz que a celebração da Compitália foi restaurada pelo rei etrusco Tarquínio, o Soberbo em resposta a um oráculo que afirmou ser necessário "sacrificar cabeças (capita) por cabeças." Pensou-se ser necessário sacrificar crianças para Mania, identificada como mãe dos Lares, de modo a manter a saúde e prosperidade de cada família. Mas Lúcio Júnio Bruto, após derrubar a linha dos reis Tarquínios, em vez de satisfazer o oráculo, explorou uma brecha verbal e substituiu "cabeças" por alhos e papoulas.
Durante as guerras civis dos anos 40 a.C., o festival caiu em desuso, e foi, mais tarde, restaurado durante o programa de reformas religiosas realizadas por Augusto (r. 27 a.C.–14 d.C.). Como, em sua época,  Augusto era o "pai da pátria", o culto aos antigos lares foi descontinuado, e os lares do imperador consequentemente tornar-se-iam os do Estado. Augusto estabeleceu lares ou penates em lugares onde dois ou mais caminhos encontraram-se e instituiu uma ordem de sacerdotes para frequentar o culto deles. Estes sacerdotes foram escolhidos dos libertinos, pessoas que tinham sido legalmente libertadas da escravidão, e foram chamados augustais; segundo um ensaio de A. W. Zumpt, estes augustais não são os mesmos augustais nomeados para presidir o culto de Augusto após sua doença.

## Características
Dionísio de Halicarnasso relata que os sacrifícios realizados consistiam de bolos de mel (πέλανοι) presenteados pelos habitantes de cada casa; e que as pessoas que frequentavam como serventes ministeriais no festival não eram homens livres, mas escravos, pois os Lares sentiam prazer no serviço de escravos. Ele adicionou que a Compitália foi celebrada alguns dias após a Saturnália com grande esplendor, e que os escravos nesta ocasião tinham liberdade total para fazer o que quisessem. Durante a celebração do festival, cada família colocou a estátua do deus Mania na porta de suas casas. Eles também penduraram figuras de lã em suas portas, representando homens e mulheres, acompanhados por solicitações humildes que os Lares e Mania estariam contentes com tais figuras, e poupariam as pessoas da casa. Escravos ofereceram bolas ou velos de lã em vez de figuras humanas.

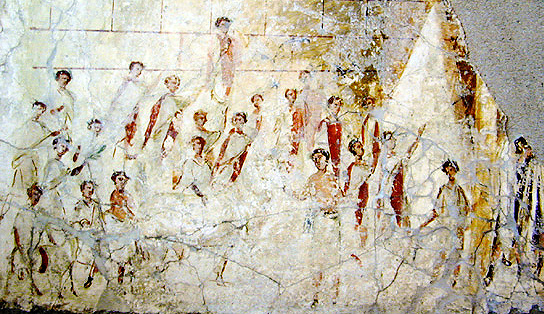
Homens romanos com togas pretextas participando de uma cerimônia religiosa, provavelmente a Compitália. Afresco encontrado nos arredores de Pompeia.

As pessoas que presidiram o festivais eram os ínios compitalícios (inii compitalicii) ou mestres dos distritos (magistri vici) e naquela ocasião permitiu-se que vestiam a toga pretexta. Jogos públicos foram incorporados aos festivais durante a República Romana, mas eles foram suprimidos pelo comando do senado em 68 a.C.. Lúcio Calpúrnio Pisão Cesonino foi acusado por Cícero de violar o decreto ao permitir que jogos fossem celebrados durante seu consulado em 58 a.C.. O festival ainda continuou a ser observado, mesmo com a abolição dos jogos.
A Compitália pertenceu às férias conceptivas (feriae conceptivae), ou seja, festivais que eram celebrados em dias nomeados anualmente por magistrados ou sacerdotes. A data exata na qual este festival foi celebrada parece ter variado, embora foi no inverno, ao menos no tempo de Varrão, como observado por Isaac Casaubon. Dionísio novamente relacionou que foi celebrado alguns dias após a Saturnália, e Cícero que colocou-o nas calendas de janeiro; mas em uma das cartas para Ático, ele fala que ele ocorreu no quarto antes das nonas de janeiro, ou seja, 2 de janeiro. As palavras exatas com que o festival foi anunciado estão preservadas por Macróbio e Aulo Gélio:
| “ | Die noni popolo romano quiritibus compitalia erunt. | ” |